# Vier Tage von Dünkirchen 2011
Die 57. Vier Tage von Dünkirchen waren ein Rad-Etappenrennen, das vom 4. bis zum 8. April 2011 in der nordfranzösischen Region Nord-Pas-de-Calais stattfand. Es wurde in fünf Etappen über eine Gesamtdistanz von 882 Kilometern ausgetragen. Das Rennen war Teil der UCI Europe Tour und dort in die höchste Kategorie 2.HC eingestuft.

## Teilnehmer
| ProTeams ag2r La Mondiale Katusha Team Leopard Trek Quickstep Saxo Bank SunGard Vacansoleil-DCM Professional Continental Teams Bretagne-Schuller Cofidis, le Crédit en Ligne FDJ Saur-Sojasun Team Europcar Landbouwkrediet Topsport Vlaanderen-Mercator Veranda’s Willems-Accent De Rosa-Ceramica Flaminia Skil-Shimano UCI Continental Team Big Mat-Auber 93 Roubaix Lille Métropole |

Am Start standen 18 Profi-Teams, davon sechs mit ProTeam-Lizenz (Ag2r La Mondiale, Katjuscha, Leopard Trek, Quickstep, Saxo Bank SunGard und Vacansoleil-DCM) und 10 UCI Professional Continental Teams sowie zwei Continental-Mannschaften aus Frankreich.

## Strecke
Die erste Etappe führte das Feld vom an der Küste gelegenen Dünkirchen nach Orchies, wobei zwei Bergwertungen und drei Zwischensprints auf dem Programm standen.
Der folgende Tagesabschnitt endete in Iwuy und wies erneut zwei Bergwertungen auf. Wie schon die Etappen zuvor war auch die dritte mit einem flachen Profil versehen, das Ziel lag in Le Cateau-cambrésis, wo zwei Zielrunden absolviert wurden.
Die Königsetappe wurde am vierten Tage ausgefahren und war mit 189 Kilometern auch der längste Abschnitt. Im Ziel in Cassel war eine Zielrunde neunmal zu befahren, auf dem zwei Bergwertungen lagen, die jeweils dreimal erklettert werden mussten.
Der letzte, flache Abschnitt begann in Grande-Synthe, wenige Kilometer von Dünkirchen entfernt, führte dann ins Landesinnere, um schließlich in Dünkirchen zu enden, wo neun Runden à sieben Kilometer auf dem Programm standen.

## Etappen
| Etappe | Tag    | Start – Ziel                 | Typ         | km    | Etappensieger   | Gesamtwertung   |
| ------ | ------ | ---------------------------- | ----------- | ----- | --------------- | --------------- |
| 1.     | 4. Mai | Dünkirchen > Orchies         | Flachetappe | 180,6 | Marcel Kittel   | Marcel Kittel   |
| 2.     | 5. Mai | Agglo > Iwuy                 | Flachetappe | 166,0 | Marcel Kittel   | Marcel Kittel   |
| 3.     | 6. Mai | Caudry > Le Cateau-Cambrésis | Flachetappe | 171,2 | Marcel Kittel   | Marcel Kittel   |
| 4.     | 7. Mai | Hazebrouck > Cassel          | Bergetappe  | 189,6 | Thomas Voeckler | Thomas Voeckler |
| 5.     | 8. Mai | Grande-Synthe > Dünkirchen   | Flachetappe | 175   | Marcel Kittel   | Thomas Voeckler |

## Rennverlauf
Die vier Flachetappen endeten jeweils im Massensprint, den der Deutsche Neuprofi Marcel Kittel von Skil-Shimano nach Belieben dominierte. Alle Sprintankünfte beendete der Thüringer als Erster und gewann souverän die Punktewertung. Weder der zweimalige Tageszweite Jauheni Hutarowitsch oder Denis Galimsjanow-einmal Zweiter und einmal Dritter-kamen an Kittel vorbei.
Die Gesamtwertung entschied sich wie erwartet auf der hügeligen 4. Etappe. Auf den Schlussrunden teilte sich das Feld in mehrere Gruppen, aus der Spitzengruppe heraus attackierte der französische Meister Thomas Voeckler vom Team Europcar und sicherte sich souverän mit über eineinhalb Minuten Vorsprung den Tagessieg und das Rosa Trikot, das zuvor Kittel getragen hatte.

### Wertungstrikots im Rennverlauf
| Etappe | Gesamt          | Punkte        | Berg            | Nachwuchs      | Team              |
| ------ | --------------- | ------------- | --------------- | -------------- | ----------------- |
| 1.     | Marcel Kittel   | Marcel Kittel | Anthony Colin   | Marcel Kittel  | Katusha Team      |
| 2.     | Marcel Kittel   | Marcel Kittel | Sylvain Georges | Marcel Kittel  | Katusha Team      |
| 3.     | Marcel Kittel   | Marcel Kittel | Anthony Colin   | Marcel Kittel  | Katusha Team      |
| 4.     | Thomas Voeckler | Marcel Kittel | Anthony Colin   | Laurent Pichon | Bretagne-Schuller |
| 5.     | Thomas Voeckler | Marcel Kittel | Anthony Colin   | Laurent Pichon | Bretagne-Schuller |